# Kruimeltje (film)
Kruimeltje is een Nederlandse familiefilm van Maria Peters uit 1999, naar het gelijknamige boek van Chris van Abkoude.

## Verhaal
Kruimeltje (Ruud Feltkamp), een Rotterdamse straatjongen in 1921, woont bij de strenge vrouw Koster (Sacha Bulthuis). Zijn moeder heeft hem daar ooit achtergelaten omdat zij niet meer voor hem kon zorgen. Vrouw Koster, een humeurige en hardvochtige vrouw die bovendien aan de drank is, stuurt Kruimeltje regelmatig eropuit om geld voor haar te verdienen maar tot haar ergernis lukt dat niet zo goed waarna ze hem de straat op stuurt. Zelf verdiend ze geld met koper poetsen. Kruimeltje heeft een vriendje, Keesie (Yannick van de Velde) waarmee hij vaak lol maakt door te sleeën of stiekem zonder te betalen naar de bioscoop te gaan. Een glaszetter zet Kruimeltje voor geld aan tot het breken van ruiten, waardoor hij dan werk heeft, maar daardoor belandt Kruimeltje een nacht in de cel. 
Als vrouw Koster door een ongeluk van de trap valt en zwaar gewond raakt ligt ze op sterven en geeft ze hem een medaillon met de foto's van zijn ouders. Kruimeltje wil naar Amerika om zijn vader te zoeken, maar een enkele reis kost 300 gulden, en hij is ook te jong om alleen te mogen reizen. Kruimeltje vindt een hond, Moor, en besluit hem te houden. Vervolgens ontmoet hij Wilkes (Hugo Haenen). Deze komt erachter dat zijn beste vriend, die jaren geleden naar Amerika is vertrokken, de vader van Kruimeltje is. 
Nadat de winkel van Wilkes door zijn onachtzaamheid uitbrandt en hij in het ziekenhuis wordt opgenomen, belandt Kruimeltje in het "Gesticht voor onverzorgde kinderen". De baas van dat gesticht, vader Keyzer (Jan Decleir), is heel erg streng en Kruimeltje loopt weg en vindt bij toeval het dierenasiel. Nadat hij hoort dat ze na drie dagen worden afgemaakt, bevrijdt hij alle honden uit het asiel. 
Wilkes herstelt en besluit de vader van Kruimeltje te gaan zoeken in Amerika. In die tijd moet Kruimeltje echter wel terug naar het gesticht waar hij het met moeder Keyzer beter kan vinden en zelfs pianoles van haar krijgt, dat vader Keyzer weer verbied. Het is niet gemakkelijk, maar Kruimeltje besluit vol te houden. Maar op een keer gaat het te ver en besluit hij met hulp van Spijker nogmaals te ontsnappen. 
Vervolgens raakt Kruimeltje bevriend met een pianiste (Thekla Reuten). Deze pianiste, Lize van Dien, komt door het medaillon dat Kruimeltje draagt erachter dat hij haar verloren zoon is. Dat vertelt ze eerst niet tegen hem, omdat hij heeft gezegd dat hij niets meer met zijn moeder te maken wil hebben, omdat ze hem in de steek gelaten heeft.
Kruimeltje en Lize gaan Wilkes ophalen in de haven als deze terugkeert uit Amerika. Hij heeft Kruimeltjes vader (Rick Engelkes) gevonden, en die is meegekomen. Dan hoort Kruimeltje dat Lize zijn moeder is en omhelst hij haar toch.

## Rolverdeling
| Acteur                    | Personage                      | Opmerkingen                                             |
| ------------------------- | ------------------------------ | ------------------------------------------------------- |
| Ruud Feltkamp             | Kruimeltje                     |                                                         |
| Hugo Haenen               | Chris Wilkes                   | beste vriend van Harry                                  |
| Rick Engelkes             | Harry Volker                   | vader van Kruimeltje                                    |
| Thekla Reuten             | Lize van Dien/Vera di Borboni  | moeder van Kruimeltje                                   |
| Yannick van de Velde      | Keesie                         | vriend van Kruimeltje                                   |
| Gilles van Welzen         | Spijker                        | helper van Kruimeltje in gesticht                       |
| Sacha Bulthuis            | vrouw Koster                   | stiefmoeder van Kruimeltje                              |
| Ingeborg Uyt den Boogaard | dienstbode van Vera di Borboni |                                                         |
| Jaap Maarleveld           | oude buurman                   |                                                         |
| Joop Doderer              | koster                         |                                                         |
| Jaap Spijkers             | vader Keesie                   |                                                         |
| Bert Geurkink             | agent                          |                                                         |
| Eric van der Donk         | commissaris                    |                                                         |
| Leo Hogenboom             | dokter                         |                                                         |
| John Kraaijkamp sr.       | oppasser dierenasiel           |                                                         |
| Rick Nicolet              | moeder Keyzer                  |                                                         |
| Jan Decleir               | vader Keyzer                   |                                                         |
| Lou Landré                | loketbeambte H.A.L.            |                                                         |
| Maarten Wansink           | glaszetter                     |                                                         |
| Hedy Wiegner              | onaardige mevrouw Kerk         |                                                         |
| Jack Wouterse             | bezoeker                       | handtastelijke opdrachtgever zilverpoetsen vrouw Koster |

## Trivia
- Tijdens de scène waarbij Kruimeltje met Keesie met een sleetje door de besneeuwde straten glijden, is een uithangbord van D. Schram en zn. Aardappelhandel te zien. Dit is een verwijzing naar de producent, Dave Schram.
- De buitenopnames vonden nauwelijks plaats in Rotterdam, omdat het oude stadscentrum niet meer bestaat. Er werd daarom opgenomen in Amsterdam, Antwerpen, Dordrecht, Schiedam,  Utrecht en andere steden om de sfeer van het oude Rotterdam te doen herleven.
- Het pianoboekje dat moeder Keyzer gebruikt als ze Kruimeltje pianoles geeft in het weeshuis is Ons eerste pianoboek van Ber Joosen, geschreven in 1952, waarvan de pagina’s 2, 3 en 21 duidelijk in beeld komen.

## Tweede film
In februari 2020 kwam een tweede film van Kruimeltje uit: Kruimeltje en de strijd om de goudmijn.